# تکینگی گرانشی

شبیه‌سازی انیمیشن همگرایی گرانشی ناشی از عبور یک سیاه‌چاله متریک شوارتس‌شیلد در مسیر خط دید به سوی کهکشان پس‌زمینه. همگرایی‌های شدید نور در اطراف و در طول زمان تراز دقیق - مشاهده می‌شود.

تَکینِگی گرانشی یا تَکینِگی فضازمان موقعیتی در فضا-زمان است که طبق پیش‌بینی نسبیت عام، در آن چگالی و میدان گرانشی جسم سماوی بینهایت می‌شوند، به‌طوریکه دیگر این کمیت‌ها وابسته به دستگاه مختصات مورد استفاده نخواهند بود. این کمیت‌ها، همان انحنای فضازمان هستند که شاخصی از چگالی ماده می‌باشند. دو نوع مهم تکینگی فضازمان، تکینگی منحنی و تکینگی مخروطی می‌باشند.
تکینگی گرانشی، تکینگی فضا-زمان یا صرفاً تکینگی مکانی در فضازمان است؛ جایی که در آن پیش‌بینی می‌شود چگالی و میدان گرانشی یک جرم آسمانی بنا بر نسبیت عام بی‌نهایت شود به گونه‌ای که به دستگاه مختصات وابسته نباشد. کمیت‌هایی که برای اندازه‌گیری قدرت میدان گرانشی مورد استفاده قرار می‌گیرند، خمیدگی‌هایی از فضا-زمان با ناورداهای اسکالری هستند که چگالی ماده را نیز می‌سنجند. از آنجا که چنین کمیت‌هایی در نقطه تکینگی بی‌نهایت می‌شوند، قوانین فضازمان معمولی نیز در چنین نقاطی می‌شکنند.
یک تکینگی در نسبیت عام را می‌توان با بی‌نهایت شدن انحنای ثابت اسکالر یا ناقص شدن یک موجود ژئودزیکی تعریف کرد.
تکینگی های گرانشی عمدتاً در زمینه نسبیت عام در نظر گرفته می‌شوند، جایی که چگالی در مرکز سیاهچاله بدون اصلاحات مکانیک کوانتومی بی نهایت می‌شود، و در اخترفیزیک و کیهان شناسی به عنوان اولین حالت جهان در طول بیگ بنگ.
فیزیکدانان در مورد آنچه که واقعاً در چگالی های شدید پیش بینی شده توسط تکینگی‌ها (از جمله در شروع بیگ بنگ) اتفاق می‌افتد، به توافق نرسیده‌اند.
نسبیت عام پیش بینی می‌کند که هر جسمی که فراتر از یک نقطه خاص فرو می‌ریزد (برای ستارگان این شعاع شوارتزشیلد است) سیاه چاله ای را تشکیل می‌دهد که درون آن یک تکینگی (پوشیده شده توسط یک افق رویداد) تشکیل می‌شود.
نظریه مدرن ادعا می‌کند که حالت اولیه جهان، در آغاز بیگ بنگ، یک تکینگی بوده‌ است. در این مورد، جهان به یک سیاهچاله سقوط نکرده است، زیرا محاسبات شناخته شده فعلی و محدودیت های چگالی برای فروپاشی گرانشی معمولاً هستند. بر اساس اجرام با اندازه نسبتاً ثابت، مانند ستارگان، و لزوماً به همان شیوه در فضای به سرعت در حال گسترش مانند بیگ بنگ اعمال نمی‌شود. نه نسبیت عام و نه مکانیک کوانتومی در حال حاضر نمی توانند اولین لحظات بیگ بنگ را توصیف کنند، اما به طور کلی، مکانیک کوانتومی اجازه نمی‌دهد ذرات در فضایی کوچکتر از طول موج خود ساکن شوند.